# Stern.de
Stern.de (ehemals Stern online, heute auch Stern digital) ist ein deutschsprachiges Nachrichtenportal, das 1995 als Ableger des Wochenmagazins Stern ins Leben gerufen wurde. Das Angebot wird von Gruner + Jahr betrieben, einer Tochtergesellschaft von RTL Deutschland. Das Unternehmen ist Teil der RTL Group, die wiederum zu Bertelsmann gehört.
Stern.de gliedert sich in zwölf Ressorts, deren Inhalte in einer weitgehend eigenständigen Redaktion entstehen. Vorsitzender der Chefredaktion ist Gregor Peter Schmitz.

## Geschichte
1995 startete Gruner + Jahr eine Reihe von Websites für seine angestammten Medienmarken, darunter auch „Stern online“ unter der Domain stern.de. Hierbei handelte es sich um eines der ersten professionellen Nachrichtenportale im deutschsprachigen World Wide Web.
In den ersten Jahren war Stern.de dem Geschäftsbereich Electronic Media Service (EMS) von Gruner + Jahr zugeordnet. Um die inhaltliche und organisatorische Zusammenarbeit zwischen Stern.de und dem Stern zu fördern, wurde im Jahr 2000 schließlich die Stern.de GmbH errichtet. Die Geschäftsführung des Unternehmens übernahm Bernd Buchholz, später Vorstandsvorsitzender von Gruner + Jahr. Im Jahr 2002 erfolgte ein umfassender Relaunch von Stern.de, der die einheitliche Außendarstellung der Markenfamilie Stern umsetzte.
Unter der Führung des Chefredakteurs Frank Thomsen setzte Stern.de neben redaktionell verantworteten Inhalten immer wieder auch auf Graswurzel-Journalismus. Ein Beispiel hierfür ist der Start einer „Augenzeugen“-Plattform zur Veröffentlichung von Amateurfotos und -videos im Jahr 2006. Diese wurde ein Jahr später durch „Tausendreporter“ ergänzt, einem Angebot zur Sammlung von Nachrichten durch eine kollaborative Community.
Ende der 2000er Jahre versuchte Stern.de, etwa durch virtuelle Ratgeber im Bereich der Gesundheit eine größere Reichweite zu erzielen. Dieser Kurs wurde unter der Führung des Chefredakteurs Philipp Jessen erfolgreich weitergeführt. Mittlerweile wurden die Inhalte von Neon, einem ehemaligen Schwestermagazin des Sterns, von Neon.de auf Stern.de überführt.

## Betreiber
Stern.de ist ein Angebot der G+J Medien GmbH mit Sitz in Hamburg. Die Geschäftsführung des Unternehmens haben Ingrid Heisserer, Bernd Hellermann und Carina Laudage. Die im Jahr 2000 errichtete stern.de GmbH wurde im Jahr 2020 aufgelöst.

## Beschreibung
Stern.de ist ein „digitales Reportermagazin“, das sich als bildstarke Nachrichtenseite versteht, die Inhalte aus allen Lebensbereichen verständlich und begreifbar macht. Stern.de gliedert sich in die Ressorts Panorama, Politik, Kultur, Lifestyle, Digital, Wirtschaft, Sport, Gesundheit, Genuss, Reise, Familie und Gutscheine. Für die Berichterstattung sorgen Redakteure, Fotojournalisten, Infografiker, Communityexperten und Projektmanager. Dazu kommt eine Vielzahl freier Autoren, beispielsweise für Kolumnen und Kommentare. Stern.de deckt die Nachrichtenlage in erster Linie mit eigenen Inhalten ab und auch mit Material von Agenturen ab. Mit Verzögerung erscheinen ausgewählte Beiträge aus dem Wochenmagazin Stern auch auf Stern.de. Seit einiger Zeit existiert unter dem Namen Stern Plus ein digitales kostenpflichtiges Abonnement mit täglich neuen exklusiven Inhalten.
Seit einiger Zeit bietet Stern.de auch Apps für Smartphones und Tablets mit den Betriebssystemen von Apple und Google. 2009 war die Anwendung aufgrund erotischer Inhalte kurzzeitig von Apple gesperrt worden, was eine Debatte um die Prüfverfahren der US-Konzerne auslöste. Vereinzelt brachte Stern.de ergänzende Apps zu einem speziellen Thema auf den Markt, etwa für die Fußball-Weltmeisterschaft 2010.

## Reichweite
Stern.de zählte im Jahr 2020 mit über 90 Millionen Besuchern monatlich zu den führenden Nachrichtenportalen im deutschsprachigen Raum mit einer vielfältigen Themenpalette. Die mobile Website ist für zwei Drittel der Seitenabrufe verantwortlich und damit die bestimmende Nutzungsart. Die Apps nutzen rund 10 % der Leser.
Im September 2023 erreichte stern.de nur noch 41,3 Millionen Visits.
Die Vermarktung von Stern.de übernimmt G+J e|MS, der als Partner der Ad Alliance über 99 % der deutschen Bevölkerung erreicht.